# Jules Metz
Monsieur Météo
Pour les articles homonymes, voir Metz (homonymie).
Jules Metz, né le 20 juin 1925 à Neufchâteau (Belgique) (province de Luxembourg) et mort le 28 juin 1995, est un météorologue belge, prévisionniste à la Force aérienne belge et présentateur météo à la RTB puis à la RTBF, également connu sous le pseudonyme de Monsieur Météo.

## Biographie
Jules, Albert, Hyppolite Metz naît le 20 juin 1925 à Neufchâteau (Belgique).
Durant la Seconde Guerre mondiale, au terme de ses humanités scientifiques, Jules Metz s'engage comme volontaire à la Royal Air Force. Entré à l'Armée belge en 1946, il y devient observateur météorologiste à la Force aérienne, puis, en 1949, prévisionniste au 1er Wing de Chasse de Beauvechain. Il complète sa formation à Fort Sill aux États-Unis, à Francfort en Allemagne au sein de l'US Air Force, ainsi qu'à l'Université libre de Bruxelles en Belgique. Il est plusieurs fois choisi comme responsable de la protection météorologique des grandes manœuvres de l'OTAN.
En 1967, Gérard Valet lui propose de présenter le bulletin du temps à la radio, sur La Première, sous le pseudonyme de « Monsieur Météo » qui le rendra très populaire ; seize ans plus tard il quitte la radio pour la télévision, où, à partir de 1983 et jusqu'à sa retraite en 1991, il succède à Jean-Louis Van Hamme pour présenter les prévisions météo à la fin du journal télévisé,,. Devenu un symbole de la météorologie en Belgique francophone, il concluait ses bulletins par un dicton populaire, lié à la météo et à la date, tel que « À la Saint-Jules (12 avril), mauvais temps n'est pas installé pour longtemps. »
Il était par ailleurs auteur et conférencier et accessoirement scénariste de bande dessinée historique.
De 1988 à son décès, il participe avec humour à deux émissions radiophoniques ou télévisées, La Semaine infernale et Le Jeu des dictionnaires.
Il meurt le 28 juin 1995, à l'âge de 70 ans.

## Œuvres

### Littérature
- Les Coulisses du temps, Duculot, Gembloux, 1976.
- Les Couleurs du temps, Rossel, Bruxelles, 1986, 120 p. (OCLC 1400532369).
- La Vérité sur le triangle des Bermudes, Éditions Robert Laffont, coll. « Les énigmes de l’univers », Paris, 1988  (ISBN 9782221057964).
- Croyances, légendes et dictons de la pluie et du beau temps expliqués par Monsieur Météo, Laffont, Paris, 1990  (ISBN 2-221-06755-X)
- Le Temps, stratège des batailles, Quorum, Ottignies-Louvain-la-Neuve, 1996  (ISBN 2-930014-89-X)

### Album de bande dessinée
- À l'assaut des démocraties, Labor, coll. « Le prix de la liberté », mars 1993
Scénario : Jules Metz - Dessin : Willy Vassaux - Couleurs : Catherine Lamquet -  (ISBN 2-8040-0874-6)

#### Livres
: document utilisé comme source pour la rédaction de cet article.
- Jean-Louis Lechat, Un demi-siècle d’aventures t. 2 : 1970 - 1996, Bruxelles, Le Lombard, 5 décembre 1996, 224 p., ill. ; 31 cm (ISBN 280361233X, OCLC 37995939, BNF 37539082, présentation en ligne), p. 10.

#### Articles
- Jean-Luc Geoffroy et Jacques Mercier, « Dossiers L - Jules Metz », Service du Livre Luxembourgeois, Province de Luxembourg,‎ 1996 (lire en ligne [PDF], consulté le 31 janvier 2024).
- Alain Dewez, « Jules Metz avait 70 ans : Monsieur Météo est mort mercredi », Le Soir,‎ 29 juin 1995 (lire en ligne , consulté le 11 mai 2023).

### Émissions de télévision
- Premier passage de Jules Metz à la RTBF, en 1983, en ligne.

### Vidéographie
- [vidéo] « Jules Metz », sur YouTube